# مهران تأییدی
مهران تأییدی (۱۶ دی ۱۳۲۸) کارگردان، نویسنده و تدوینگر سینما اهل ایران است.

## زندگی‌نامه
متولد ۱۳۲۸ در تهران. وی فوق لیسانس رشتهٔ ساختمان از دانشگاه علم و صنعت می‌باشد. پیش از ساخت اولین فیلم بلندش بیش از بیست سال سابقهٔ کار در مدیریت استودیوهای صدابرداری و امور تولید و پخش فیلم داشته است. وی مشغول فعالیت در مؤسسه «سبحان فیلم» است. وی برادر پرویز تأییدی فیلمساز می‌باشد.

## فیلمشناسی
- دو سرنوشت (۱۳۶۸ نویسنده، کارگردان، تدوینگر و تهیه‌کننده با مشارکت آرمان فیلم)
- خوش خیال (۷۵–۱۳۷۱ نویسنده و کارگردان)
- پشت دیوار شب (۷۷–۱۳۷۶ نویسنده، کارگردان و تدوینگر)
- تیغ و ابریشم (۱۳۶۵ دستیار کارگردان)
- بگذار زندگی کنم (۱۳۶۵ دستیار کارگردان)
- شاید وقتی دیگر (۱۳۶۶ کارآموز)